# Finale de la Coupe d'Europe des vainqueurs de coupe 1974-1975
La finale de la Coupe d'Europe des vainqueurs de coupe 1974-1975 est la 15e finale de la Coupe d'Europe des vainqueurs de coupe, organisée par l'UEFA. Ce match de football a lieu le 14 mai 1975 au stade Saint-Jacques de Bâle, en Suisse.
Elle oppose l'équipe soviétique du Dynamo Kiev aux Hongrois du Ferencváros TC. Le match se termine par une victoire des Kiévains sur le score de 3 buts à 0, ce qui constitue leur premier sacre dans la compétition ainsi que leur premier titre européen.
Vainqueur de la finale, le Dynamo Kiev est à ce titre qualifié pour la Supercoupe d'Europe 1975 contre le Bayern Munich, vainqueur de la finale de la Coupe des clubs champions européens.

## Parcours des finalistes
Note : dans les résultats ci-dessous, le score du finaliste est toujours donné en premier (D : domicile ; E : extérieur).
| Dynamo Kiev         | Dynamo Kiev | Dynamo Kiev | Dynamo Kiev |                     | Ferencváros TC           | Ferencváros TC | Ferencváros TC | Ferencváros TC |
| ------------------- | ----------- | ----------- | ----------- | ------------------- | ------------------------ | -------------- | -------------- | -------------- |
| Adversaire          | Total       | Aller       | Retour      | Tour                | Adversaire               | Total          | Aller          | Retour         |
| CSKA Sofia          | 2 - 0       | 1 - 0 (D)   | 1 - 0 (E)   | Seizièmes de finale | Cardiff City             | 6 - 1          | 2 - 0 (D)      | 4 - 1 (E)      |
| Eintracht Francfort | 5 - 3       | 3 - 2 (E)   | 2 - 1 (D)   | Huitièmes de finale | Liverpool FC             | 1 - 1          | E1 - 1 (E)     | 0 - 0 (D)      |
| Bursaspor           | 3 - 0       | 1 - 0 (E)   | 2 - 0 (D)   | Quarts de finale    | Malmö FF                 | 4 - 2          | 3 - 1 (E)      | 1 - 1 (D)      |
| PSV Eindhoven       | 4 - 2       | 3 - 0 (E)   | 1 - 2 (D)   | Demi-finales        | Étoile rouge de Belgrade | 4 - 3          | 2 - 1 (D)      | 2 - 2 (E)      |

## Match
| ·                 |                       |  |
| Titulaires :      |                       |  |
|                   |                       |  |
| 1                 | Yevhen Rudakov        |  |
| 2                 | Anatoli Konkov        |  |
| 3                 | Viktor Matvienko      |  |
| 4                 | Mikhail Fomenko       |  |
| 5                 | Stefan Reshko         |  |
| 6                 | Vladimir Trochkine    |  |
| 7                 | Vladimir Muntyan      |  |
| 8                 | Volodymyr Onyshchenko |  |
| 9                 | Viktor Kolotov        |  |
| 10                | Leonid Buryak         |  |
| 11                | Oleh Blokhin          |  |
|                   |                       |  |
| Entraîneur :      |                       |  |
| Valeri Lobanovski |                       |  |

| ·             |                     |     |
| Titulaires :  |                     |     |
|               |                     |     |
| 1             | István Géczi        |     |
|               | Győző Martos        |     |
|               | István Megyesi (hu) |     |
|               | Miklós Pataki (hu)  |     |
|               | Tibor Rab           |     |
|               | Tibor Nyilasi       | 60e |
|               | István Juhász       |     |
|               | József Mucha (hu)   |     |
|               | Ferenc Szabó (en)   |     |
|               | János Máté (hu)     |     |
|               | István Magyar (hu)  |     |
|               |                     |     |
| Remplaçants : |                     |     |
| 16            | Tibor Onhausz (hu)  | 60e |
|               |                     |     |
| Entraîneur :  |                     |     |
| Jenő Dalnoki  |                     |     |

| ·                 |                       |  |
| Titulaires :      |                       |  |
|                   |                       |  |
| 1                 | Yevhen Rudakov        |  |
| 2                 | Anatoli Konkov        |  |
| 3                 | Viktor Matvienko      |  |
| 4                 | Mikhail Fomenko       |  |
| 5                 | Stefan Reshko         |  |
| 6                 | Vladimir Trochkine    |  |
| 7                 | Vladimir Muntyan      |  |
| 8                 | Volodymyr Onyshchenko |  |
| 9                 | Viktor Kolotov        |  |
| 10                | Leonid Buryak         |  |
| 11                | Oleh Blokhin          |  |
|                   |                       |  |
| Entraîneur :      |                       |  |
| Valeri Lobanovski |                       |  |

| ·             |                     |     |
| Titulaires :  |                     |     |
|               |                     |     |
| 1             | István Géczi        |     |
|               | Győző Martos        |     |
|               | István Megyesi (hu) |     |
|               | Miklós Pataki (hu)  |     |
|               | Tibor Rab           |     |
|               | Tibor Nyilasi       | 60e |
|               | István Juhász       |     |
|               | József Mucha (hu)   |     |
|               | Ferenc Szabó (en)   |     |
|               | János Máté (hu)     |     |
|               | István Magyar (hu)  |     |
|               |                     |     |
| Remplaçants : |                     |     |
| 16            | Tibor Onhausz (hu)  | 60e |
|               |                     |     |
| Entraîneur :  |                     |     |
| Jenő Dalnoki  |                     |     |